# Donald (2012)
Donald ist ein Kinderkurzfilm aus dem Jahr 2012 von Regisseur Daniel Acht mit Johannes Richard Voelkel in der Titelrolle. Der Film wurde im Rahmen der ZDF-Sendung Siebenstein am 14. Oktober 2012 ausgestrahlt.

## Handlung
Der Highlander Donald begibt sich in die schottischen Lowlands und sorgt für große Aufregung. Denn statt Hosen trägt er einen Kilt. Sogar die Schafe wundern sich und fragen ihn, wo seine Hosen geblieben sind. Die hübsche Peggy jedoch stört das nicht: Ihr gefällt der fesche Mann mit Rock und sie bittet ihn zum Tanz.

## Kritiken
„Der gesamte Kurzfilm ist perfekt durchproduziert und trotzdem mit einer persönlichen Note versehen. Humor und Ironie kommen hier zusammen, alles ist liebe- und fantasievoll.“

## Auszeichnungen
- Film des Monats Deutsche Film- und Medienbewertung (FBW) – Prädikat „besonders wertvoll“[2]
- Bester Kurzfilm – Murnau-Kurzfilmpreis 2013

## Aufführungen

### National
- Murnau-Kurzfilmpreis 2013
- Shorts at Moonlight
- Internationale Kurzfilm Festival Hamburg 2013

### International
- Sarasota Film Festival
- Umbria Film Festival 2014
- Chicago International Film Festival
- Big Eyes, Big Minds - Singapore International Children’s Film Festival
- Festival International du Court Métrage à Clermont-Ferrand 2014
- OZU Film Festival 2013 Sassuolo